# Thüringer 24-Stunden-OL
Der Thüringer 24-Stunden-OL ist ein zyklischer Orientierungslauf-Staffelwettkampf, dessen Dauer 24 Stunden beträgt. Er findet alle zwei Jahre an wechselnden Austragungsorten in Thüringen statt.

## Geschichte
Der Thüringer 24-Stunden-Orientierungslauf ist eine Ausnahmeerscheinung in dieser Sportdisziplin, die in Deutschland inzwischen Kultstatus erreicht hat. Der 19. Thüringer 24-Stunden-OL fand vom 11. bis 12. Mai 2013 in Martinroda, der 20. 24-Stunden-OL vom 16. bis 17. Mai 2015 in Karolinenfield  und der 21. 24-Stunden-OL vom 26. bis 28. Mai 2017 in Etterwinden statt.

### Liste der 24-Stunden-Orientierungsläufe in Thüringen
| Jahr | Austragungsort/Wettkampfzentrum | Anzahl Staffeln 24h-Lauf |
| ---- | ------------------------------- | ------------------------ |
| 1985 | Jena, Schullandheim Stern       | 6                        |
| 1987 | Schmalkalden, Döllendorfhütte   | 8                        |
| 1988 | Jena, Kernberge                 | 17                       |
| 1989 | Schmalkalden, Alter Teich       | 10                       |
| 1990 | Jena, Schottplatz               | 31                       |
| 1991 | Hummelshain, Jagdschloss        | 34                       |
| 1992 | Bad Klosterlausnitz, Sportplatz | 58                       |
| 1993 | Mosbach                         | 68                       |
| 1994 | Heyda                           | 80                       |
| 1995 | Tautenburg, Festplatz           | 81                       |
| 1997 | Oehrenstock                     | 99                       |
| 1999 | Königsee, Waldbad               | 76                       |
| 2001 | Schöngleina, Flugplatz          | 51                       |
| 2003 | Pößneck, Bad am Wald            | 89                       |
| 2005 | Sondershausen, Possen           | 91                       |
| 2007 | Karolinenfield                  | 84                       |
| 2009 | Köthnitz, Waldbühne             | 90                       |
| 2011 | Trockenborn/Wolfersdorf         | 95                       |
| 2013 | Martinroda                      | 85                       |
| 2015 | Karolinenfield                  | 93                       |
| 2017 | Etterwinden                     | 79                       |
| 2019 | Trockenborn/Wolfersdorf         | 81                       |
| 2022 | Meiningen, Rohrer Berg          | 65                       |

## Regeln

### 24-Stunden-Lauf
Die Mitglieder einer Staffel laufen nacheinander verschiedene Bahnen. Der Start erfolgt am Sonnabend um 9.00 Uhr als Massenstart des jeweils ersten Läufers jeder Mannschaft. Der Wechsel der Läufer erfolgt prinzipiell wie beim konventionellen Staffel-Orientierungslauf. Der erste Läufer wechselt auf den zweiten, dieser auf den dritten und so fort. Der sechste Läufer wechselt wieder auf den ersten. Zielschluss ist am Sonntag um 9.00 Uhr. Zieleinläufe nach Zielschluss werden nicht berücksichtigt. Sieger ist die Mannschaft mit der höchsten Anzahl korrekt abgelaufener Bahnen. Bei gleicher Anzahl korrekt abgelaufener Bahnen entscheidet der Zeitpunkt des Erreichens dieser Anzahl über die Platzierung.
Die Wechselläufer werden über Funk aufgerufen, in der Regel eine Minute vor dem Wechsel. Der Wechsel wird mittels Handschlag im Wechselraum vollzogen. Die Kartenentnahme erfolgt nach dem Wechsel und Absolvieren der «Startpflichtstrecke» selbständig in der Kartenausgabe.
Im Falle, dass eine Orientierungslauf-Bahn nicht korrekt abgelaufen wurde (z. B. bei Nichterbringen eines Postennachweises, falscher Anlaufreihenfolge der Posten) wird diese für die Wertung des jeweiligen Teams nicht gezählt. Der Läufer, dessen Lauf nicht gewertet wurde, darf weiterhin für seine Mannschaft starten; sie bleibt in der Wertung.
Für die Zusammensetzung einer Mannschaft gelten folgende Einschränkungen:
- Jede Mannschaft muss aus sechs Läufern bestehen.
- Mindestens zwei Damen/Mädchen gehören der Mannschaft an.
- Höchstens drei Herren aus den Klassen H19-34 gehören der Mannschaft an.

### 12-Stunden-Lauf
Für Läufer, die sich trotz einfacher Bahnen nachts nicht in den Wald trauen, gibt es die Rahmenkategorie „12 Stunden Offen“. Abweichend vom 24-Stunden-Orientierungslauf gelten in dieser Kategorie folgende Regeln:
- Jede Mannschaft darf aus zwei bis sechs Läufern bestehen.
- Alter, Geschlecht und Startreihenfolge der Mannschaftsmitglieder sind freigestellt.
- Massenstart ist am Sonnabend um 9.00 Uhr gemeinsam mit dem 24-Stunden-Orientierungslauf.
- Zielschluss ist am Sonnabend um 21.00 Uhr.

### 4-Stunden-Jugendstaffel
2017 wurde zum ersten Mal eine Staffel für Starter unter D/H 16 angeboten.